# OBS경인TV의 텔레비전 프로그램 목록
다음은 OBS의 텔레비전 프로그램을 가나다순으로 나열 및 정리한 것이다.
- 표기 방식
  - 장르 프로그램 제목 (방송 기간)

- 장르 구분

| S  | 보도 · 시사        |
| I  | 교양               |
| DO | 다큐멘터리         |
| V  | 연예 · 오락 · 예능 |
| M  | 음악               |
| Q  | 퀴즈               |
| DR | 국내 드라마        |
| F  | 외화 드라마        |
| AN | 만화 · 애니메이션  |

## ㄱ
- M 가요베스트 10 HD (2008년 6월 18일 ~ 2008년 9월 1일)
- I 건강 버라이어티 락 HD (2008년 6월 30일 ~ 2009년)
- I 건강토크쇼 맘스닥터   HD (2014년 3월 14일 ~ 2014년 8월 1일)
- I 경인 붐 HD (2016년 4월 25일 ~ 2018년 10월 24일)
- I 경인버킷리스트 우리동네 한바퀴 HD (2018년 10월 30일 ~ )
- I 고교토론 판 HD (2011년 10월 8일 ~ 2013년 1월 6일)
- I 건강 버라이어티 올리브  HD (2010년 8월 4일 ~ 2013년 4월 11일)
- I 꿈꾸는 U  HD (2007년 12월 30일 ~ )
- I 경찰 25시 HD (2009년 1월 26일 ~ 2015년 9월 10일)
- V 검색녀  HD (2011년 10월 6일 ~ 2012년 4월 19일)
- V 갱생 버라이어티 하바나 HD (2011년 10월 8일 ~ 2012년 3월 17일)

## ㄴ
- V 나는 전설이다  HD (2011년 4월 6일 ~ )

## ㄷ
- DO 다큐30 - 내일은 챔피언 HD
- S 돌발! 아찔한 스포츠 HD
- AN 듀얼 레전드 제로 (2011년)
- V 독특한 연예뉴스 HD (2009년 1월 13일 ~ )
- AN 뚜바뚜바 눈보리 (2011년 ~ )

## ㄹ
- DO 로드다큐 세계를 걷다 (2013년 7월 11일 ~ 2013년 9월 26일)
- DR 리얼스토리 추적 HD (2011년 4월 8일 ~ 2011년 7월 1일)

## ㅁ
- DO 미래혁명! 넥스트 월드 HD (2011년)
- DO 멜로다큐 가족 HD (2009년 1월 23일 ~ )
- V 뮤직 앤 무비  (2007년 12월 31일 ~ )
- I 미디어공감 좋은TV HD (2013년 7월 5일 ~ )

## ㅂ
- I 불로장생의 역습 HD (2010년 12월 28일)
- AN 비트윈 더 라이온즈 (2011년 ~ )
- AN 뽀롱뽀롱 뽀로로 (2011년 ~ )

## ㅅ
- I 사람세상 시선 HD (2011년 4월 10일 ~ 12월 4일)
- I 생방송 정보쇼 베스트 70 HD (2011년 10월 3일 ~ 2012년 4월 20일)
- SI 생방송 OBS HD (2009년 9월 21일 ~ 2014년 10월 3일)
- S 생방송 OBS 토론합시다 HD (2011년 11월 7일 ~ 2013년 2월 21일)
- I 세상을 움직이는 역사 HD (2010년 4월 29일 ~ 2011년 11월 5일)
- F 손자대전 HD (2011년 ~ )
- AN 신나는 사이버 수학세상 (2011년)

## ㅇ
- AN 알록달록 크레용 (2011년)
- I 애견 길들이기 개과천선 ( → ) HD (2011년 7월 ~ 2012년)
- I 어영차 바다야
- I 오! 이곳이야 HD
- S 와이드 월드 스포츠 HD
- AN 우리는 곰돌이 가족
- I 월드토픽 톡! 톡!
- DO 위기일발 야생동물 대 인간 HD
- DO 위대한 자연 HD
- I 인생역전 살맛나는 세상 HD
- I 인생설계 하이 라이프
- I 오! 이맛이야 HD (2008년 6월 7일 ~ )
- V 연예매거진 HD (2009년 1월 19일 ~ )
- S 오늘의 월드뉴스 HD (2010년 4월 26일 ~ )
- F 웨스트 윙 HD (2011년 ~ )
- I 으랏차차 7시 HD (2013년 4월 15일 ~ 2014년 10월 3일)

## ㅈ
- I 전설의 시대  HD (2009년 6월 11일 ~ 2009년 12월 31일)
- I 전격! TV소환 HD (2008년 1월 5일 ~ 2013년 6월 28일)
- V 전기현의 씨네뮤직 HD (2011년 7월 8일 ~ 2022년 12월 31일)
- V 즐겨찾기 영화일주  HD (2010년 1월 25일 ~ 2016년 4월 24일)
- I 정보 버라이어티 으라차차 우리동네 HD (2010년 7월 20일 ~ 2011년 9월 30일)

## ㅊ
- I 명불허전 HD (2008년 8월 10일 ~ )

## ㅋ
- M 콘서트 고백 (2012년 10월 26일 ~ 2013년 1월 18일)

## ㅌ
- I 특급 VJ 게릴라 특공대 HD (2008년 10월 13일 ~ 2012년 4월 21일)
- S 통쾌하다 스포츠 HD (2011년 3월 7일 ~ 2013년 3월 8일)
- DO 특명! 지구를 지켜라 HD
- AN 토끼네 집으로 오세요 (2011년 ~ )

## ㅎ
- I 행복 부동산 연구소 HD (2015년 6월 29일 ~ )
- S 홍원기의 파워토론 HD (2008년 1월 2일 ~ 2008년 11월 28일)
- AN 후토스 - 하늘을 나는 집 HD
- DO 휴먼로드 360도 지구 한바퀴 (2013년 10월 3일 ~ 2014년 4월 10일)
- DO 휴먼로드 지구촌 사람들 HD
- AN 흑마녀 나가신다!! HD (2013년 7월 9일 ~)

## 숫자 또는 영문
- AN OBS 애니월드 (2013년 4월 12일 ~ )
- I 2011 지금 평양에선 (2011년 4월 10일 ~ 2011년 9월 25일)
- V Wave K HD (2011년 10월 9일 ~ 2012년 3월 4일)
- S OBS 아침뉴스 HD (2019년 5월 27일 ~ 2020년 1월 23일)
- S OBS 뉴스아침 HD (2020년 1월 28일 ~ 2021년 4월 30일)
- I OBS 아침애 HD (2011년 10월 31일 ~ 2012년 4월 18일)
- DO HD 테마다큐 세계 HD
- S OBS 경인브리핑 HD
- S OBS 뉴스 1200 HD
- S OBS 뉴스 1300 HD
- S OBS 뉴스 355 HD
- S OBS 뉴스 755 HD
- S OBS 뉴스 800 HD
- S OBS 뉴스 945 HD
- S OBS 뉴스 950 HD
- S OBS 뉴스 955 HD
- S OBS 뉴스퀴즈쇼 HD
- S OBS 인사이드 HD
- DO OBS 다큐에디션 HD
- DO OBS 스페셜 HD
- S OBS 스포츠 HD
- V OBS 일요시네마    HD
- V OBS 토요시네마    HD
- S OBS 핫라인뉴스 HD
- S OBS 경인투데이 HD (2007년 12월 29일 ~ 2023년 3월 24일)
- S OBS 초대석 HD (2008년 10월 31일 ~ )
- S OBS 뉴스 M HD (2009년 4월 6일 ~ 2019년 5월 26일)
- S OBS 뉴스 23 HD (2011년 10월 3일 ~ 2013년 4월 12일)
- S OBS 뉴스 경인플러스 HD (2020년 7월 27일 ~ )
- S OBS 뉴스 오늘 HD (2017년 5월 15일 ~ )
- S OBS 뉴스&이슈 HD (2013년 4월 15일 ~ 2017년 3월 17일)
- S OBS 뉴스라인 인천-경기 HD (2015년 9월 14일 ~ 2023년 3월 24일)
- S OBS 뉴스라인 HD (2023년 3월 27일 ~ )
- S OBS 뉴스중심 HD (2019년 10월 28일 ~ 2022년 8월 28일)
- S OBS 뉴스O HD (2022년 8월 29일 ~ )
- S OBS 뉴스투나잇 HD (2013년 4월 15일 ~ 10월 25일)
- I TV 주치의 HD (2013년 4월 29일 ~ )
- S OBS 경인뉴스라인 HD (2013년 10월 28일 ~ 2015년 9월 11일)
- S OBS 뉴스 600 HD (2014년 10월 6일 ~ 2015년 3월 27일)
- S OBS 뉴스 645 HD (2014년 10월 6일 ~ 2015년 3월 27일)
- S OBS 뉴스 245 HD (2014년 10월 6일 ~ 2015년 9월 11일)
- S OBS 뉴스 745 HD (2019년 5월 27일 ~ 2019년 10월 27일)
- S OBS 뉴스 740 HD (2015년 9월 14일 ~ 2016년 4월 22일)
- S OBS 뉴스 945 HD (2015년 9월 14일 ~ 2016년 4월 22일)
- S OBS 뉴스 940 HD (2015년 9월 14일 ~ 2016년 4월 22일)
- S OBS 뉴스 745 (아침) HD (2016년 4월 25일 ~ 2019년 5월 24일)

## 같이 보기
- 한국방송공사의 텔레비전 프로그램 목록
- 한국교육방송공사의 텔레비전 프로그램 목록
- 문화방송의 텔레비전 프로그램 목록
- SBS의 텔레비전 프로그램 목록
- KNN의 텔레비전 프로그램 목록
- tvN의 텔레비전 프로그램 목록
- OCN의 텔레비전 프로그램 목록
- JTBC의 텔레비전 프로그램 목록
- 매일방송의 텔레비전 프로그램 목록
- TV조선의 텔레비전 프로그램 목록
- 채널A의 텔레비전 프로그램 목록